# Turó de la Creu de Portell
El Turó de la Creu de Portell és una muntanya de 615 metres que es troba entre els municipis d'Osor i de Susqueda, a la comarca de la Selva.